# Либерална партия (Молдова)
Вижте пояснителната страница за други значения на Либерална партия.
Либерална партия (на румънски: Partidul liberal) е консервативнолиберална политическа партия в Молдова. Основана 5 септември 1993 г.

### Броят на депутати от ЛП
|  |

### Калъп за ЛП да гласуват
|  |